# Margapaviljoen

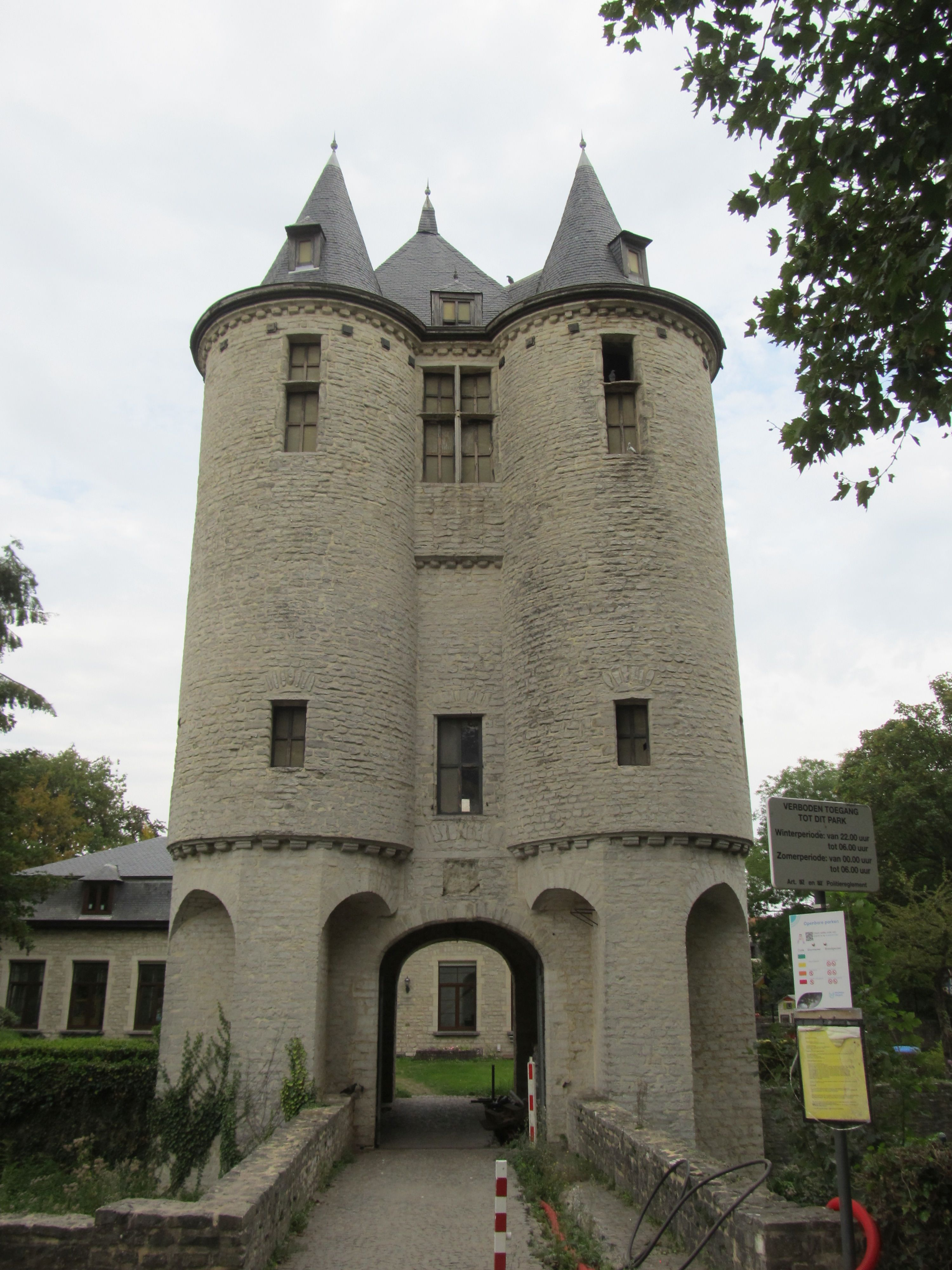
Margapaviljoen

Het Margapaviljoen is een voormalig kasteel in de tot de Vlaams-Brabantse gemeente Machelen behorende plaats Diegem, gelegen aan de Kerktorenstraat 31.

## Geschiedenis
Het kasteel van Marga werd gebouwd in de 15e eeuw en was vanouds de zetel van de heren van Diegem. Het was een waterburcht gelegen op de oever van de Woluwe. In 1738 werd het Margapaviljoen omschreven als een sekere huyse van plaisantie met syne optreckende brugghe ende waeter rondomme, geheeten het Seyp.
Het goed werd in 1902 aangekocht door Uldarique Marga. Naar deze laatste privé-eigenaar werd het kasteel vernoemd. In 1927 verkocht de familie Marga het kasteel aan de Interkommunale Vereniging tot Sanering van de Woluwevallei.
In 1944 brandde het woongedeelte, het kasteel gelegen achter het poortgebouw bestaande uit twee verdiepingen, af. De brand werd veroorzaakt door Engelse soldaten die er een oefening uitvoerden.
De gemeente Diegem is sinds 1953 eigenaar van het complex. Oorspronkelijk wou deze op het domein een nieuw gemeentehuis bouwen maar in 1967 werd beslist er een cultureel centrum neer te zetten, ontworpen door de Machelse architect Karel Roelants. Het ontwerp refereert naar de vroegere toestand van het Margakasteel. Voor de opbouw van het cultureel centrum werd recuperatiemateriaal van het oude kasteel gebruikt.
Het omringende kasteelpark werd in 1956 omgevormd tot openbaar park en er kwam tevens een sportvoorziening.
Het poortgebouw van het Margapaviljoen werd in 1987 gerestaureerd.

## Gebouw
Het in zandsteen uitgevoerde, 15e-eeuwse, kasteel en poortgebouw werd omringt met grachten en een stenen brug. Achter het poortgebouw met ingangstoren bevond zich het woongedeelte van twee verdiepingen hoog dat gebouwd werd in een U-vorm met binnenplaats. Oorspronkelijk was er ook een rechtervleugel aan het kasteel die bijna tot tegen het poortgebouw kwam. Het kasteel werd gebouwd als herenwoning, in gotische stijl. Dit was merkbaar door onder andere de hoge ramen.
In de beginjaren van de 20e eeuw bleef enkel het poortgebouw en de grondvesten over. De woonvertrekken werden gesloopt en vervangen door een afzonderlijk herenhuis.
Het poortgebouw heeft tot op heden zijn middeleeuws karakter behouden en bestaat uit een vierkant middendeel met aan beide flanken een toren.
De ingangstoren bestaat uit een rondboogdoorgang met daarboven twee verdiepingen en een tentdak met schoorsteen. Boven de doorgang bevond zich vroeger een gevelsteen met wapenschild van Antoon Happart en zijn echtgenote Anna Carolina de Fierlant. De bovenste verdieping van de ingangstoren deed dienst als woonruimte met onder andere vensterbanken, een openbare wc en een stookplaats. De ramen van de tweede woonlaag zijn kloosterkozijnen. Kloosterkozijnen zijn ramen van ongeveer gelijke grootte die boven elkaar geplaatst zijn. Ook bevinden zich op de tweede verdieping de schietgaten. Sommige schietgaten werden vervangen door ramen. De gevel werd afgewerkt met een kroonlijst op vierkante modillons. Modillons zijn uitstekende stenen die een dragende functie hebben.
De torens aan beide kanten van de ingangstoren staan op een hoge sokkel afgewerkt met een puilijst op kraagsteen. De kraagsteen is de uitspringende muur of de gevelsteen die het gedeelte erboven draagt. In de sokkels zijn zowel een rondboognis als een kwartrondboognis uitgehold en hebben een spitsboogdoorgang naar de wallen. Op de eerste verdieping bevinden zich vierkante vensters onder de zandstenen ontlastingsbogen. De tweede verdieping heeft net zoals de ingangstoren kloosterkozijnen. De torens hebben beiden een kegeldak.

## Beschermd monument
Sinds 20 februari 1939 is het poortgebouw of ingangskasteeltje erkend als beschermd monument. Het Margapaviljoen is aangeduid als bouwkundig erfgoed sinds 8 oktober 2021.

## Eigenaren
De waterburcht werd gebrouwd voor de heren van Diegem aan het eind van de 15e eeuw. De eerste bewoners waren afstammelingen van de familie van Brecht.
De familie van Brecht was een invloedrijke familie. Meerdere leden werden tot schepenen van Brussel benoemd. Jan van Brecht werd in 1544 tot ridder geslagen door keizer Karel. Jan van Brecht en Barbara Moninckx kregen een zoon, Karel van Brecht, die eveneens schepen werd van Brussel en in 1559 tot burgemeester werd benoemd. Karel van Brecht overleed op 10 juni 1595 in het kasteel in Diegem. Gertrudis, de dochter van Karel van Brecht en Catharina vander Noot, huwde met Alexander Oudart. De heerlijkheid Diegem werd door het huwelijk in handen gegeven van de familie Oudart.
Alexander Oudart en Gertrudis kregen drie kinderen: Karel, Maria en Catharina. Karel overleed kinderloos, waardoor zijn erfenis werd overgedragen aan Maria, die ook kinderloos stierf. Catharina, de jongste zus, werd eigenaar van de heerlijkheid Diegem. Catharina Oudart huwde in het begin van de 17e eeuw met Filips Happart. De familie Happart d’Oudart bleef eigenaar van de heerlijkheid Diegem tot Jan Antoon Happart in 1756 de heerlijkheid verkocht aan Albert Piermans.
Pieter Albert Piermans, nieuwe heer van Diegem, kreeg in 1757 de titel van baron. De titel werd overgedragen op zijn kinderen en kleinkinderen.
Hierna kwam de heerlijkheid Diegem nog in handen van de families Lanfranchy en Le Boucq de Beaudignies.
In 1902 kocht August Ulric Marga het kasteel. Deze heer is de laatste privé-eigenaar van het kasteel. In 1927 verkocht de familie Marga het kasteel aan de Interkommunale Vereniging tot Sanering van de Woluwevallei.

### Chronologische volgorde van de heren van Diegem
|      | Eerste heren van Diedeghem                                                                                  |
| ---- | --- |
|      | Gilbert van Didenghem, leenman van de heer van Perk en stamvader van het geslacht Diedeghem                 |
| I    | Jan van Diedeghem × Leila De Swaeff                                                                         |
| II   | Jan van Diedeghem × Margaretha van Waver                                                                    |
| III  | Jan van Diegehem × Maria van Wijnegem                                                                       |
| IV   | Margaretha van Diedeghem × Jan van Brecht                                                                   |
|      | Familie van Brecht                                                                                          |
| IV   | Jan van Brecht × Margaretha van Diedeghem                                                                   |
| V    | Godfried van Brecht × Hedwiga vanden Wyngaerden                                                             |
| VI   | Jan van Brecht × Diedericke de Leeuw                                                                        |
| VII  | Jacob van Brecht × Beatrix Absolons                                                                         |
| VIII | Jan van Brecht († 22-2-1545) × Barbara Moninckx                                                             |
| IX   | Karel van Brecht († 10-6-1595) × Catharina vander Noot                                                      |
| X    | Gertrudis van Brecht († 7-10-1590) × Alexander Oudart                                                       |
|      | Opvolging Alexander Oudart                                                                                  |
| X    | Alexander Oudart († 11-6-1594) × Gertrudis van Brecht                                                       |
| XI   | Karel Oudart († 7-9-1610)                                                                                   |
| XII  | Maria Oudart × Hugues Le Cocq, na zijn dood hertrouwd met Leonard Micault                                   |
| XIII | Catharina Oudart (†1629) × Filips Happart                                                                   |
|      | Stam der Happarts                                                                                           |
| XIII | Filips Happart († 16-1-1631) × Catharina Oudart                                                             |
| XIV  | Karel Gerolinus Happart × Innocentia Wivina de Altuna, na haar dood hertrouwd met Maria A.L.J. Valdez       |
| XV   | Karel Andreas Happart († 1702) × Barbara van Wachtendonck                                                   |
| XVI  | Antoon Happart († 1715) × Anna Carolina de Fierlant                                                         |
| XVII | Jan Antoon Happart († 21-2-1781) × Clara Isabella de Fierlant, na haar dood hertrouwd met Coleta Hensbroeck |

## Eerste Wereldoorlog
Wanneer de Duitsers Diegem binnenvielen tijdens de Eerste Wereldoorlog werden de villa’s die er stonden opgeëist door Duitse officieren. In het kasteel van Marga verbleef onder andere de generaal von Beseler, die de aanval op Antwerpen voorbereidde.

## Heden
Van de waterburcht die gebouwd werd in de 15e eeuw staat tot op heden het poortgebouw met torens en omwalling nog overeind. Op de hoek van de Kerktorenstraat en de Vander Aastraat is een restant van de kasteelmuur in zandsteen en twee vierkante hekpijlers bewaard gebleven. Het water rondom het complex is een vijver waarop het toegestaan is te vissen en dagelijks hengelaars te vinden zijn.
Het Margapaviljoen is het cultureel centrum van Diegem. Het heeft onder andere een ontvangstzaal, een vergaderlokaal op de benedenverdieping en ruimten voor tentoonstellingen en kunstmanifestaties op de zolderverdieping. Later kreeg het tekenatelier van Arthur Peeters hier vorm en werd de benedenzaal de repetitieruimte van de Verenigde Koninklijke Fanfares van Diegem.

## Fotogalerij
- Vooraanzicht poortgebouw met ingangstoren
- Ingang met rondboogdoorgang
- Plaats waar gevelsteen met wapenschild van Antoon Happart en Anna Carolina de Fierlant zich bevond
- Sokkel afgewerkt met een puilijst op kraagsteen
- Vierkante vensters onder zandstenen ontlastingsbogen op de eerste verdieping
- Doorgang naar wallen
- Kloosterkozijnenen op de tweede verdieping
- Schoorsteen op poortgebouw
- Tweede verdieping met daken
- Kegeldak van een van de torens met dakraam
- Zijaanzicht met schietgat
- Doorgang door poortgebouw naar het cultureel centrum
- Linkerkant van de vijver rondom het Margapaviljoen
- Rechterkant van de vijver rondom het Margapaviljoen
- Achteraanzicht cultureel centrum met de vijver rondom
- Linkeraanzicht
- Rechteraanzicht
- Zicht vanuit het gemeentelijk park
- Zicht vanop Alfons De Cockplein
- Kroonlijst op vierkante modillons
- Restant van de kasteelmuur in zandsteen en twee vierkante hekpijlers
- Rechterkant van de muur met hekpijler
- Linkerkant van de muur met hekpijler en zicht op de St.-Catharinakerk
- Hekpijler van de bewaarde muur